# 일본기략
일본기략(일본어: 日本紀略 니혼키랴쿠[*])는 헤이안 시대에 편찬된 역사서이다. 육국사(六國史)에 열거된 사건을 분류하고 연대순으로 정리한 역사 문헌이다.